# Светлый Родник
Све́тлый Родни́к (коми Югыд тулыс) — деревня в Троицко-Печорском районе Республики Коми. Входит в состав сельского поселения Комсомольск-на-Печоре.

## География
Деревня находится в юго-восточной части региона, на правом берегу реки Унья, на расстоянии примерно 145 км (по прямой) к юго-востоку от посёлка городского типа Троицко-Печорск, административного центра района.

### Климат
Климат умеренно-континентальный, лето короткое и умеренно-прохладное, зима многоснежная, продолжительная и холодная. Среднегодовая температура −1.2 °С, при этом средняя температура января равна −18 °С, июля 16 °С. Продолжительность отопительного периода равна 254 суткам при среднесуточной температуре −7,40 °С. Устойчивый снежный покров образуется в среднем в 26 октября и продолжается до 14 мая. Средняя высота снежного покрова за зиму незащищенных участков — 74 см, максимальная — 116 см, минимальная — 38 см.

### Часовой пояс
Деревня Светлый Родник, как и вся Республика Коми, находится в часовой зоне МСК (московское время). Смещение применяемого времени относительно UTC составляет +3:00.

## История
Основана выходцами из Прикамья предположительно в XIX веке. В советское время в деревне работал колхоз «Герой труда».

## Население
| 2010 |
| ---- |
| 3    |

### Национальный состав
Согласно результатам переписи 2002 года, в национальной структуре населения русские составляли 100 % из 4 чел.